# J. B. Smoove

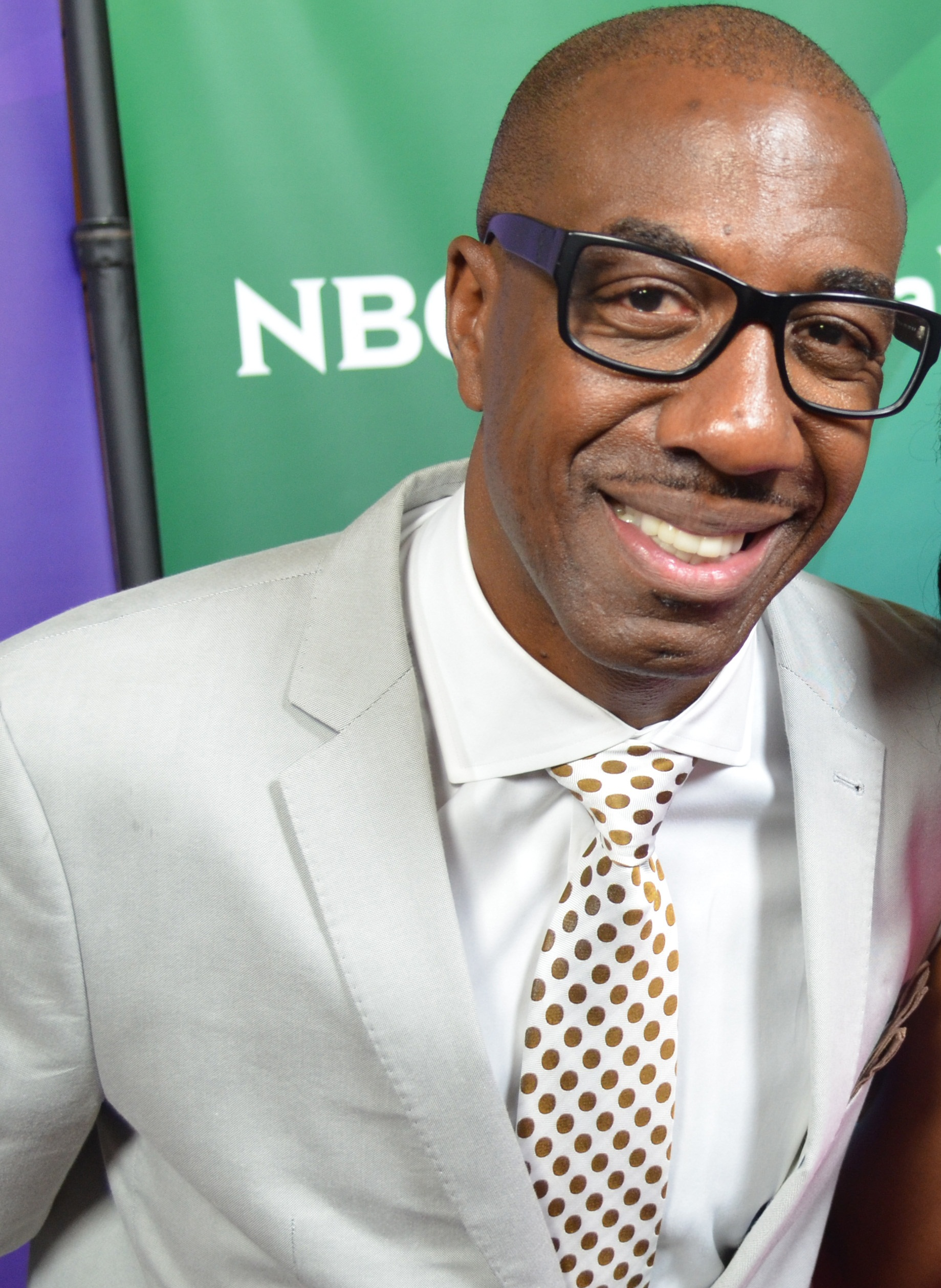
J. B. Smoove (2014)

J. B. Smoove (* 16. Dezember 1965 in Plymouth, North Carolina; eigentlich Jerry Brooks) ist ein US-amerikanischer Schauspieler, Komiker und Autor.

## Leben
Smoove begann seine Karriere in den frühen 1990er Jahren in Russell Simmons’ HBO-Fernsehsendung Def Comedy Jam und trat als Stand-Up-Comedian auf. Für die Fernsehsendung Saturday Night Live war er zwischen 2003 und 2007 als Autor und in kleineren Rollen auch als Schauspieler tätig. Von 2007 bis 2008 war er in einer wiederkehrenden Rolle in der Comedy-Serie Alle hassen Chris zu sehen. 2008–2010 spielte er in der Sitcom Ehe ist… in 26 Episoden die Rolle „Kenny Westchester“. In der Serie Lass es, Larry! (Originaltitel: Curb Your Enthusiasm) ist er neben Larry David seit 2007 als „Leon Black“ zu sehen. Eine Zusammenarbeit mit David hatte er auch 2013 in dem Fernsehfilm Clear History. Seit 2013 spielt er eine alternative Version seiner selbst in der Mockumentary-Fernsehserie Real Husbands of Hollywood. 2013 und 2014 war er in der CBS-Sitcom The Millers neben Will Arnett, Margo Martindale und Beau Bridges zu sehen.
Seine markante Stimme kam in den Animations-Produktionen Glenn Martin DDS, Die Simpsons, American Dad, Black Dynamite, Robot Chicken und Die Schlümpfe 2 zum Einsatz.
Im Oktober 2017 erschien ein Buch, das er in seiner Rolle als Leon (von Curb Your Enthusiasm) geschrieben hat.

## Filmografie (Auswahl)
- 1995: Def Comedy Jam
- 2003–2007: Saturday Night Live
- 2007–2008: Alle hassen Chris (Everybody Hates Chris)
- 2008–2010: Ehe ist… (’Til Death)
- 2010: Glenn Martin DDS (Fernsehserie, eine Folge)
- 2011: Die Simpsons (The Simpsons, Fernsehserie, eine Folge)
- 2011: Bad Sitter (The Sitter)
- 2011: Wir kaufen einen Zoo (We Bought a Zoo)
- 2007–2024: Lass es, Larry! (Curb Your Enthusiasm, Fernsehserie, 17+ Folgen)
- 2009–2011: American Dad (American Dad!, Fernsehserie, 4 Folgen)
- 2011–2015: Black Dynamite (Fernsehserie, 3 Folgen)
- 2012: Robot Chicken (Fernsehserie, Folge 6x02)
- 2012: Der Diktator (The Dictator)
- 2013: Die Schlümpfe 2 (The Smurfs 2)
- 2013: Clear History
- 2013: Chicago Fire (Fernsehserie, Folge 1x23)
- 2013–2014: The Millers (Fernsehserie, 29 Folgen)
- seit 2013: Real Husbands of Hollywood (Fernsehserie)
- 2014–2017: Teenage Mutant Ninja Turtles (Fernsehserie)
- 2015: Life in Pieces (Fernsehserie, 2 Folgen)
- 2019: Spider-Man: Far From Home
- 2019–2025: Harley Quinn (Fernsehserie, Stimme)
- 2019: The Masked Singer (Fernsehsendung, Gastjuror Folge 1x07)
- 2021: Spider-Man: No Way Home
- seit 2022: Blockbuster (Fernsehserie)
- 2023: Die verrückte Geschichte der Welt, Teil II (History of the World, Part II, Fernsehserie, 4 Folgen)
- 2024: Música